# クルト・トゥホルスキー
クルト・トゥホルスキー（Kurt Tucholsky, 1890年1月9日 – 1935年12月21日）は、ドイツのユダヤ人諷刺作家、ジャーナリスト。

## 人物・経歴

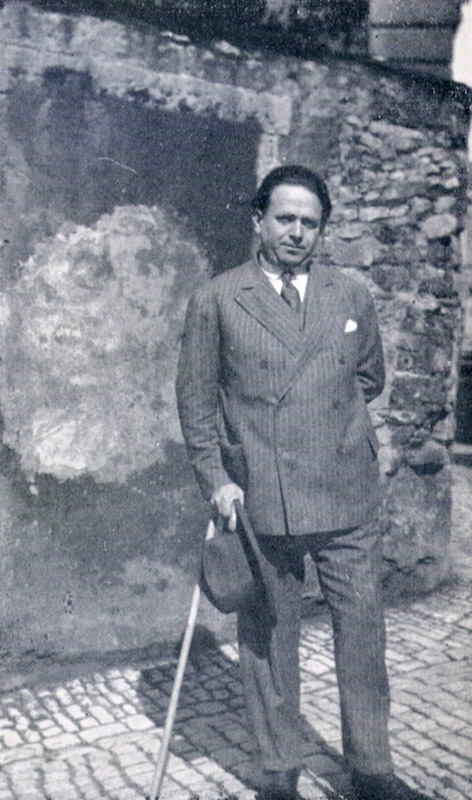
1928年パリでのクルト・トゥホルスキー

ドイツのベルリンで生まれ、カスパー・ハウザー（Kaspar Hauser）、ピーター・パンター（Peter Panter）、ティボルド・タイガーとイグナス・ローベルの偽名で、ドイツ社会への風刺に溢れた作品を発表。1924年、パリに移り、カール・フォン・オシエツキーが1927年に創刊した『世界舞台』（Die Weltbühne）の契約記者となる。左翼民主主義者と平和主義者を自認して、ナチスを批判。1930年にスウェーデンに移動。ナチスが政権を取ると、作品は、頽廃的とされて著書が焚書の対象となり、ドイツの市民権を剥奪された。ヨーテボリで睡眠薬の過剰摂取により亡くなる。自殺説もあるが、異議を唱える伝記作家もいる。遺灰はマリエフレードのグリプスホルム城近辺のコナラの木に埋葬されており、第二次世界大戦後に立てられた墓石にはファウスト 第二部の一節（"Alles vergängliche ist nur ein Gleichnis"）が刻まれている。
フランツ・カフカとはお互いの作品を批評しあう関係であった。没後50年の1985年に西ベルリンで、生誕100年の1990年に東ドイツで、それぞれ記念切手が発売された。

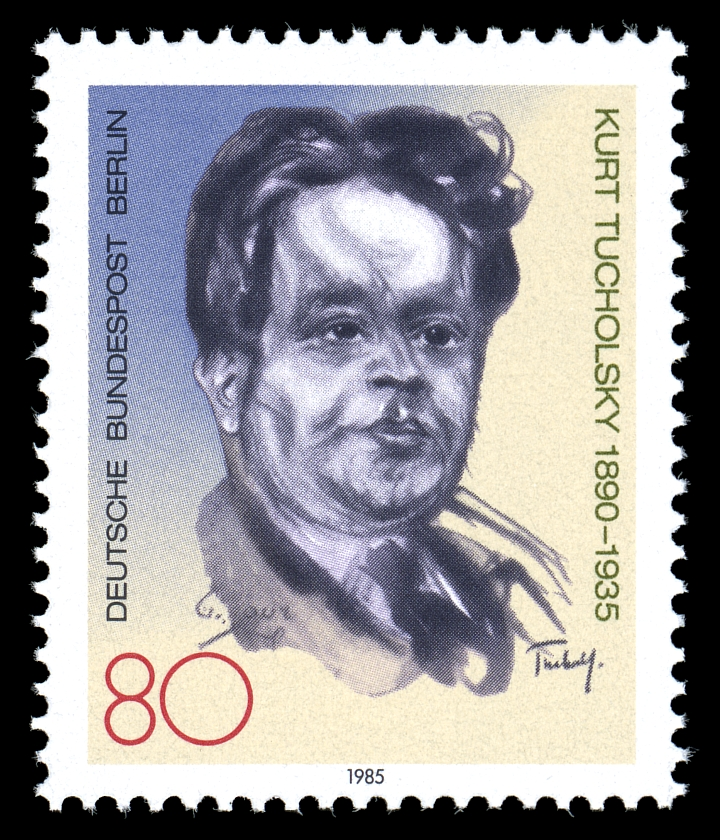
没後50年の記念切手(西ベルリン)

## 日本での戯曲の上演
- 1927年9月26日から9月27日まで、築地小劇場で、プロレタリア劇場公演「労農党の夕」開催で、偽名カスパー・ハウザーの人形劇「カスペル」上演。
- 1927年11月12日から11月14日まで、日本プロレタリア芸術連盟主催「ロシア革命十週年記念プロレタリア芸術祭」で、偽名カスパー・ハウザーの人形劇「足のないマルチン」（谷一・佐藤武夫作、5場、平松豊彦演出、中村栄二助手）を上演。
- 1928年1月19日から1月20日、カスパー・ハウザー（Kaspar Hauser）の偽名による戯曲「足のないマルチン」が朝鮮プロレタリア芸術家同盟の趙重滾演出、崔丙漢助手で、朝鮮プロレタリア芸術家同盟主催の朝鮮プロレタリア芸術家同盟後援の朝鮮演劇公演（東京・国民会館）において朝鮮語で上演。
- 1929年10月6日から10月7日まで、偽名カスパー・ハウザーの「足のないマルチン」を東京左翼劇場と大阪戦旗座合同公演（大阪・朝日会館）において日本語で上演。

## 日本語訳
- 『ヴァイマル・デモクラシーと知識人』（野村彰編訳、ありえす書房、1977年）
- 『ドイツ世界に冠たるドイツ』（ジョン・ハートフィールド写真、野村彰訳、ありな書房、1982年）
- 『クルト・トゥホルスキー選集1』（岩淵達治訳、ありな書房、1984年）
- 『クルト・トゥホルスキー選集2』（野村彰訳、ありな書房、1989年）